# Związek Kozaków na Dalekim Wschodzie
Związek Kozaków na Dalekim Wschodzie (ros. Союз казаков на Дальнем Востоке) – rosyjska organizacja emigracyjna na Dalekim Wschodzie skupiająca białych Kozaków istniejąca w okresie międzywojennym i podczas II wojny światowej.
Po klęsce wojsk białych w wojnie domowej w Rosji do Chin, Korei i Japonii zbiegło wiele tysięcy Kozaków, głównie zabajkalskich. Na terytorium Chin odtworzyli oni swoje stanice, w których mieszkali. W 1934 r. w Mandżurii powstał Związek Kozaków na Dalekim Wschodzie. Jego twórcami byli dawni biali generałowie Zubkowski, Aleksiej P. Bakszejew, Lew F. Własiewski i ataman Kozaków zabajkalskich Grigorij M. Siemionow. Przewodniczącym organizacji został ataman G.M. Siemionow, jego zastępcą gen. A.P. Bakszejew, zaś szefami sztabu – gen. Zubkowski i gen. L.F. Własiewski. Organizacyjnie Związek dzielił się na 2 oddziały: Hailarski i Północno-Chiński, które podlegały bezpośrednio przewodniczącemu. Natomiast kozackie stanice leżące w rejonie Harbina i  wzdłuż wschodniej części Kolei Wschodniochińskiej podlegały sztabowi. Zadaniami Związku było zniszczenie władzy bolszewickiej w Rosji drogą wojny domowej, wprowadzenie rządów prawa i porządku oraz reprezentowanie interesów kozactwa w przyszłej „narodowej Rosji”. Jego bieżąca działalność polegała na prowadzeniu wywiadu przeciwko Sowietom i formowaniu bojowych grup kozackich. Patrolowały one Kolej Wschodniochińską i obszar przygraniczny z ZSRR. Brały też udział w konfliktach zbrojnych między Chinami i Sowietami. Podczas konfliktu o Kolej Wschodniochińską w 1929 r. ataman G.M. Siemionow prowadził w Harbinie werbunek Kozaków dla pomocy chińskiej armii, którzy następnie zostali przetransportowani pod Hailar, Błagowieszczeńsk i Sungari. Jednakże z powodu szybkiej klęski Chińczyków w walkach z Armią Czerwoną kozackie oddziały wojskowe nie zdążyły wziąć udziału w tej kampanii. Pod koniec 1934 r. Związek uczestniczył w organizacji w Harbinie Biura do spraw Rosyjskich Emigrantów w Mandżurii, na czele którego stanął gen. W.W. Ryczkow z najbliższego otoczenia gen. S.M. Siemionowa. Związek wydawał też własne pisma, m.in. „Чураевка” (publikowali w niej młodzi kozaccy literaci), „Россия и казачество”, czy „Зов казака”. Koniec jego działalności nastąpił w sierpniu 1945 r. w wyniku zajęcia Mandżurii przez Armię Czerwoną. Przywódcy Związku zostali wyłapani i aresztowani przez sowieckie służby bezpieczeństwa, po czym rok później straceni w ZSRR.